# Okręg wyborczy Newton
Okręg wyborczy Newton powstał w 1559 r. i wysyłał do angielskiej, a następnie brytyjskiej, Izby Gmin dwóch deputowanych. Okręg obejmował parafię Newton-le-Willows w dystrykcie Makefield w południowym Lancashire. Okręg został zlikwidowany po reformie wyborczej 1832 r.
Nowy okręg Newton został utworzony (tym razem jako okręg ziemski) w 1885 r. i wysyłał do brytyjskiej Izby Gmin jednego deputowanego. Okręg obejmował miasto Newton wraz z okolicami. Został zlikwidowany w 1983 r.

## Deputowani do brytyjskiej Izby Gmin z okręgu Newton

### Deputowani w latach 1660–1832
- 1660–1679: Richard Legh
- 1660–1661: William Banks
- 1661–1661: John Vaughan
- 1661–1661: Philip Mainwaring
- 1661–1679: Richard Gorges, 2. baron Gorges of Dundalk
- 1679–1691: John Chicheley
- 1679–1685: Andrew Fountaine
- 1685–1689: Peter Legh
- 1689–1690: Francis Cholmondeley
- 1690–1695: George Cholmondeley
- 1691–1695: John Bennet
- 1695–1698: Legh Banks
- 1695–1701: Thomas Brotherton
- 1698–1702: Thomas Legh
- 1701–1713: Thomas Legh
- 1702–1702: John Grobham Howe
- 1702–1703: Thomas Legh
- 1703–1715: John Ward
- 1713–1715: Abraham Blackmore
- 1715–1727: Francis Leicester
- 1715–1743: William Shippen
- 1727–1747: Legh Master
- 1743–1774: Peter Legh
- 1747–1754: Thomas Grey Egerton
- 1754–1768: Randle Wilbraham
- 1768–1780: Anthony James Keck
- 1774–1780: Robert Gwillym
- 1780–1797: Thomas Peter Legh
- 1780–1786: Thomas Davenport
- 1786–1807: Thomas Brooke
- 1797–1797: Thomas Langford Brooke
- 1797–1806: Peter Patten
- 1806–1814: Peter Heron
- 1807–1818: John Ireland Blackburne
- 1814–1832: Thomas Legh
- 1818–1825: Thomas Claughton
- 1825–1826: Robert Townsend-Farquhar
- 1826–1830: Thomas Alcock
- 1830–1832: Thomas Houldsworth

### Deputowani w latach 1885–1983
- 1885–1886: Richard Cross, Partia Konserwatywna
- 1886–1899: Thomas Legh, Partia Konserwatywna
- 1899–1906: Richard Pilkington, Partia Konserwatywna
- 1906–1910: James Seddon, Partia Pracy
- 1910–1918: Roundell Palmer, Partia Konserwatywna
- 1918–1931: Robert Young, Partia Pracy
- 1931–1935: Reginald Essenhigh, Partia Konserwatywna
- 1935–1950: Robert Young, Partia Pracy
- 1950–1974: Frederick Lee, Partia Pracy
- 1974–1983: John Evans, Partia Pracy